# Kily González
Cristian Alberto Peret González, noto come Kily González (Rosario, 4 agosto 1974), è un allenatore di calcio, dirigente sportivo ed ex calciatore argentino, di ruolo centrocampista, tecnico dell'Unión (SF).

## Carriera

### Club

#### Argentina e Spagna
Cresce calcisticamente nel Rosario Central, dove gioca in serie A per 3 anni prima di passare al Boca Juniors nel 1995. Nel 1996 passa al Real Saragozza (90 partite e 15 goal), da cui nel 1999 approda al Valencia (135 partite e 15 goal), con cui si laurea campione di Spagna nel 2002.

#### Inter
Nell'agosto del 2003 viene acquistato dall'Inter, con cui firma un contratto triennale con un'opzione per il quarto anno. Nella squadra milanese, Kily trova molti connazionali, tra cui l'allenatore Héctor Cúper, con cui aveva instaurato un ottimo rapporto nei due anni a Valencia. Vince due Coppe Italia, una Supercoppa italiana e un campionato di Serie A, totalizzando 75 presenze e nessun gol.

#### Ritorno in Argentina
Nel luglio 2006 torna a vestire la maglia del Rosario Central, la squadra in cui aveva cominciato la sua carriera. Il 4 agosto 2009 passa in prestito annuale al San Lorenzo. Dopo essere rientrato al Rosario Central, nel 2011 si è ritirato dal calcio giocato.
Nell'agosto 2014 il Crucero del Norte aveva annunciato un suo potenziale ingaggio, ma alla fine il centrocampista rifiutò tale proposta.

### Nazionale
Con la Nazionale argentina ha vinto l'oro alle Olimpiadi di Atene 2004.

## Statistiche

### Presenze e reti nei club
Statistiche aggiornate al 26 giugno 2015
| Stagione               | Squadra                | Campionato             | Campionato | Campionato | Coppe nazionali | Coppe nazionali | Coppe nazionali | Coppe continentali | Coppe continentali | Coppe continentali | Altre coppe | Altre coppe | Altre coppe | Totale | Totale | Totale |
| Stagione               | Squadra                | Comp                   | Pres       | Reti       | Comp            | Pres            | Reti            | Comp               | Pres               | Reti               | Comp        | Pres        | Reti        | Pres   | Reti   |        |
| ---------------------- | ---------------------- | ---------------------- | ---------- | ---------- | --------------- | --------------- | --------------- | ------------------ | ------------------ | ------------------ | ----------- | ----------- | ----------- | ------ | ------ | ------ |
| 1993-1994              | Rosario Central        | PD                     | 21         | 2          | -               | -               | -               | -                  | -                  | -                  | -           | -           | -           | 21     | 2      |        |
| 1994-1995              | Rosario Central        | PD                     | 30         | 5          | -               | -               | -               | -                  | -                  | -                  | -           | -           | -           | 30     | 5      |        |
| 1995-1996              | Boca Juniors           | PD                     | 36         | 3          | -               | -               | -               | -                  | -                  | -                  | -           | -           | -           | 36     | 3      |        |
| 1996                   | Boca Juniors           | PD                     | 1          | 0          | -               | -               | -               | -                  | -                  | -                  | -           | -           | -           | 1      | 0      |        |
| Totale Boca Juniors    | Totale Boca Juniors    | Totale Boca Juniors    | 37         | 3          |                 | -               | -               |                    | -                  | -                  |             | -           | -           | 37     | 3      |        |
| 1996-1997              | Real Zaragoza          | PD                     | 30         | 3          | CR              | 4               | 1               | -                  | -                  | -                  | -           | -           | -           | 34     | 4      |        |
| 1997-1998              | Real Zaragoza          | PD                     | 33         | 6          | CR              | 7               | 1               | -                  | -                  | -                  | -           | -           | -           | 40     | 7      |        |
| 1998-1999              | Real Zaragoza          | PD                     | 29         | 6          | CR              | 1               | 0               | -                  | -                  | -                  | -           | -           | -           | 30     | 6      |        |
| Totale Real Zaragoza   | Totale Real Zaragoza   | Totale Real Zaragoza   | 92         | 15         |                 | 12              | 2               |                    | -                  | -                  |             | -           | -           | 104    | 17     |        |
| 1999-2000              | Valencia               | PD                     | 31         | 2          | CR              | 2               | 0               | UCL                | 16                 | 3                  | -           | -           | -           | 49     | 5      |        |
| 2000-2001              | Valencia               | PD                     | 22         | 3          | CR              | 0               | 0               | UCL                | 14                 | 2                  | -           | -           | -           | 36     | 5      |        |
| 2001-2002              | Valencia               | PD                     | 26         | 3          | CR              | 0               | 0               | CU                 | 6                  | 0                  | -           | -           | -           | 32     | 3      |        |
| 2002-2003              | Valencia               | PD                     | 13         | 0          | CR              | 1               | 0               | UCL                | 6                  | 1                  | -           | -           | -           | 20     | 1      |        |
| Totale Valencia        | Totale Valencia        | Totale Valencia        | 92         | 8          |                 | 3               | 0               |                    | 42                 | 6                  |             | -           | -           | 137    | 14     |        |
| 2003-2004              | Inter                  | A                      | 21         | 0          | CI              | 4               | 0               | UCL+CU             | 4+3                | 0                  | -           | -           | -           | 32     | 0      |        |
| 2004-2005              | Inter                  | A                      | 14         | 0          | CI              | 5               | 0               | UCL                | 2                  | 0                  | -           | -           | -           | 21     | 0      |        |
| 2005-2006              | Inter                  | A                      | 16         | 0          | CI              | 4               | 0               | UCL                | 2                  | 0                  | -           | -           | -           | 22     | 0      |        |
| Totale Inter           | Totale Inter           | Totale Inter           | 51         | 0          |                 | 13              | 0               |                    | 11                 | 0                  |             | -           | -           | 75     | 0      |        |
| 2006-2007              | Rosario Central        | PD                     | 31         | 4          | -               | -               | -               | -                  | -                  | -                  | -           | -           | -           | 31     | 4      |        |
| 2007-2008              | Rosario Central        | PD                     | 24         | 4          | -               | -               | -               | -                  | -                  | -                  | -           | -           | -           | 24     | 4      |        |
| 2008-2009              | Rosario Central        | PD                     | 21         | 2          | -               | -               | -               | -                  | -                  | -                  | -           | -           | -           | 21     | 2      |        |
| 2009-2010              | San Lorenzo            | PD                     | 32         | 0          | -               | -               | -               | -                  | -                  | -                  | -           | -           | -           | 32     | 0      |        |
| 2010-2011              | Rosario Central        | PD                     | 23         | 4          | -               | -               | -               | -                  | -                  | -                  | -           | -           | -           | 17     | 2      |        |
| Totale Rosario Central | Totale Rosario Central | Totale Rosario Central | 150        | 21         |                 | -               | -               |                    | -                  | -                  |             | -           | -           | 150    | 21     |        |
| Totale carriera        | Totale carriera        | Totale carriera        | 454        | 47         |                 | 28              | 2               |                    | 53                 | 6                  |             | -           | -           | 535    | 55     |        |

### Cronologia presenze e reti in nazionale
| Cronologia completa delle presenze e delle reti in nazionale ― Argentina | Cronologia completa delle presenze e delle reti in nazionale ― Argentina | Cronologia completa delle presenze e delle reti in nazionale ― Argentina | Cronologia completa delle presenze e delle reti in nazionale ― Argentina | Cronologia completa delle presenze e delle reti in nazionale ― Argentina | Cronologia completa delle presenze e delle reti in nazionale ― Argentina | Cronologia completa delle presenze e delle reti in nazionale ― Argentina | Cronologia completa delle presenze e delle reti in nazionale ― Argentina |
| Data                                                                     | Città                                                                    | In casa                                                                  | Risultato                                                                | Ospiti                                                                   | Competizione                                                             | Reti                                                                     | Note                                                                     |
| ------------------------------------------------------------------------ | ------------------------------------------------------------------------ | ------------------------------------------------------------------------ | ------------------------------------------------------------------------ | ------------------------------------------------------------------------ | ------------------------------------------------------------------------ | ------------------------------------------------------------------------ | ------------------------------------------------------------------------ |
| 8-11-1995                                                                | Buenos Aires                                                             | Argentina                                                                | 0 – 1                                                                    | Brasile                                                                  | Amichevole                                                               | -                                                                        | 83’ 88’                                                                  |
| 9-6-1999                                                                 | Chicago                                                                  | Argentina                                                                | 2 – 2                                                                    | Messico                                                                  | Amichevole                                                               | -                                                                        | 65’                                                                      |
| 13-6-1999                                                                | Washington                                                               | Stati Uniti                                                              | 1 – 0                                                                    | Argentina                                                                | Amichevole                                                               | -                                                                        | 60’                                                                      |
| 26-6-1999                                                                | Buenos Aires                                                             | Argentina                                                                | 0 – 0                                                                    | Lituania                                                                 | Amichevole                                                               | -                                                                        | 60’                                                                      |
| 1-7-1999                                                                 | Luque                                                                    | Argentina                                                                | 3 – 1                                                                    | Ecuador                                                                  | Coppa America 1999 - 1º turno                                            | -                                                                        | 75’                                                                      |
| 4-7-1999                                                                 | Luque                                                                    | Colombia                                                                 | 3 – 0                                                                    | Argentina                                                                | Coppa America 1999 - 1º turno                                            | -                                                                        |                                                                          |
| 7-7-1999                                                                 | Luque                                                                    | Argentina                                                                | 2 – 0                                                                    | Uruguay                                                                  | Coppa America 1999 - 1º turno                                            | 1                                                                        |                                                                          |
| 11-7-1999                                                                | Ciudad del Este                                                          | Brasile                                                                  | 2 – 1                                                                    | Argentina                                                                | Coppa America 1999 - Quarti di finale                                    | -                                                                        |                                                                          |
| 4-9-1999                                                                 | Buenos Aires                                                             | Argentina                                                                | 2 – 0                                                                    | Brasile                                                                  | Amichevole                                                               | -                                                                        | 46’                                                                      |
| 7-9-1999                                                                 | Porto Alegre                                                             | Brasile                                                                  | 4 – 2                                                                    | Argentina                                                                | Amichevole                                                               | -                                                                        | 46’                                                                      |
| 17-11-1999                                                               | Siviglia                                                                 | Spagna                                                                   | 0 – 2                                                                    | Argentina                                                                | Amichevole                                                               | 1                                                                        |                                                                          |
| 23-2-2000                                                                | Londra                                                                   | Inghilterra                                                              | 0 – 0                                                                    | Argentina                                                                | Amichevole                                                               | -                                                                        |                                                                          |
| 29-3-2000                                                                | Buenos Aires                                                             | Argentina                                                                | 4 – 1                                                                    | Cile                                                                     | Qual. Mondiali 2002                                                      | -                                                                        |                                                                          |
| 26-4-2000                                                                | Maracaibo                                                                | Venezuela                                                                | 0 – 4                                                                    | Argentina                                                                | Qual. Mondiali 2002                                                      | -                                                                        | 39’                                                                      |
| 4-6-2000                                                                 | Buenos Aires                                                             | Argentina                                                                | 1 – 0                                                                    | Bolivia                                                                  | Qual. Mondiali 2002                                                      | -                                                                        |                                                                          |
| 29-6-2000                                                                | Bogotà                                                                   | Colombia                                                                 | 1 – 3                                                                    | Argentina                                                                | Qual. Mondiali 2002                                                      | -                                                                        |                                                                          |
| 19-7-2000                                                                | Buenos Aires                                                             | Argentina                                                                | 2 – 0                                                                    | Ecuador                                                                  | Qual. Mondiali 2002                                                      | -                                                                        | 76’                                                                      |
| 26-7-2000                                                                | San Paolo                                                                | Brasile                                                                  | 3 – 1                                                                    | Argentina                                                                | Qual. Mondiali 2002                                                      | -                                                                        | 71’                                                                      |
| 16-8-2000                                                                | Buenos Aires                                                             | Argentina                                                                | 1 – 1                                                                    | Paraguay                                                                 | Qual. Mondiali 2002                                                      | -                                                                        | 46’                                                                      |
| 8-10-2000                                                                | Buenos Aires                                                             | Argentina                                                                | 2 – 1                                                                    | Uruguay                                                                  | Qual. Mondiali 2002                                                      | -                                                                        |                                                                          |
| 15-11-2000                                                               | Santiago del Cile                                                        | Cile                                                                     | 0 – 2                                                                    | Argentina                                                                | Qual. Mondiali 2002                                                      | -                                                                        |                                                                          |
| 28-2-2001                                                                | Roma                                                                     | Italia                                                                   | 1 – 2                                                                    | Argentina                                                                | Amichevole                                                               | 1                                                                        | 85’                                                                      |
| 28-3-2001                                                                | Buenos Aires                                                             | Argentina                                                                | 5 – 0                                                                    | Venezuela                                                                | Qual. Mondiali 2002                                                      | -                                                                        |                                                                          |
| 3-6-2001                                                                 | Buenos Aires                                                             | Argentina                                                                | 3 – 0                                                                    | Colombia                                                                 | Qual. Mondiali 2002                                                      | 1                                                                        |                                                                          |
| 15-8-2001                                                                | Quito                                                                    | Ecuador                                                                  | 0 – 2                                                                    | Argentina                                                                | Qual. Mondiali 2002                                                      | -                                                                        | 84’                                                                      |
| 5-9-2001                                                                 | Buenos Aires                                                             | Argentina                                                                | 2 – 1                                                                    | Brasile                                                                  | Qual. Mondiali 2002                                                      | -                                                                        |                                                                          |
| 7-10-2001                                                                | Asunción                                                                 | Paraguay                                                                 | 2 – 2                                                                    | Argentina                                                                | Qual. Mondiali 2002                                                      | -                                                                        |                                                                          |
| 8-11-2001                                                                | Buenos Aires                                                             | Argentina                                                                | 2 – 0                                                                    | Perù                                                                     | Qual. Mondiali 2002                                                      | -                                                                        | 74’ 87’                                                                  |
| 13-2-2002                                                                | Cardiff                                                                  | Galles                                                                   | 1 – 1                                                                    | Argentina                                                                | Amichevole                                                               | -                                                                        |                                                                          |
| 27-3-2002                                                                | Ginevra                                                                  | Camerun                                                                  | 2 – 2                                                                    | Argentina                                                                | Amichevole                                                               | -                                                                        |                                                                          |
| 17-4-2002                                                                | Stoccarda                                                                | Germania                                                                 | 0 – 1                                                                    | Argentina                                                                | Amichevole                                                               | -                                                                        | 89’                                                                      |
| 2-6-2002                                                                 | Kashima                                                                  | Argentina                                                                | 1 – 0                                                                    | Nigeria                                                                  | Mondiali 2002 - 1º turno                                                 | -                                                                        | 46’                                                                      |
| 7-6-2002                                                                 | Sapporo                                                                  | Argentina                                                                | 0 – 1                                                                    | Inghilterra                                                              | Mondiali 2002 - 1º turno                                                 | -                                                                        | 64’                                                                      |
| 12-6-2002                                                                | Rifu                                                                     | Svezia                                                                   | 1 – 1                                                                    | Argentina                                                                | Mondiali 2002 - 1º turno                                                 | -                                                                        | 63’ 75’                                                                  |
| 20-11-2002                                                               | Saitama                                                                  | Giappone                                                                 | 0 – 2                                                                    | Argentina                                                                | Amichevole                                                               | -                                                                        | 65’                                                                      |
| 20-8-2003                                                                | Firenze                                                                  | Argentina                                                                | 3 – 2                                                                    | Uruguay                                                                  | Amichevole                                                               | -                                                                        | 46’                                                                      |
| 6-9-2003                                                                 | Buenos Aires                                                             | Argentina                                                                | 2 – 2                                                                    | Cile                                                                     | Qual. Mondiali 2006                                                      | 1                                                                        |                                                                          |
| 9-9-2003                                                                 | Caracas                                                                  | Venezuela                                                                | 0 – 3                                                                    | Argentina                                                                | Qual. Mondiali 2006                                                      | -                                                                        |                                                                          |
| 15-11-2003                                                               | Buenos Aires                                                             | Argentina                                                                | 3 – 0                                                                    | Bolivia                                                                  | Qual. Mondiali 2006                                                      | -                                                                        |                                                                          |
| 19-11-2003                                                               | Barranquilla                                                             | Colombia                                                                 | 1 – 1                                                                    | Argentina                                                                | Qual. Mondiali 2006                                                      | -                                                                        |                                                                          |
| 28-4-2004                                                                | Casablanca                                                               | Marocco                                                                  | 0 – 1                                                                    | Argentina                                                                | Amichevole                                                               | 1                                                                        | 90’                                                                      |
| 2-6-2004                                                                 | Belo Horizonte                                                           | Brasile                                                                  | 3 – 1                                                                    | Argentina                                                                | Qual. Mondiali 2006                                                      | -                                                                        |                                                                          |
| 6-6-2004                                                                 | Buenos Aires                                                             | Argentina                                                                | 0 – 0                                                                    | Paraguay                                                                 | Qual. Mondiali 2006                                                      | -                                                                        |                                                                          |
| 27-6-2004                                                                | Miami Gardens                                                            | Argentina                                                                | 0 – 2                                                                    | Colombia                                                                 | Amichevole                                                               | -                                                                        | 76’                                                                      |
| 30-6-2004                                                                | East Rutherford                                                          | Argentina                                                                | 2 – 1                                                                    | Perù                                                                     | Amichevole                                                               | 1                                                                        | 90+2’                                                                    |
| 7-7-2004                                                                 | Chiclayo                                                                 | Argentina                                                                | 6 – 1                                                                    | Ecuador                                                                  | Coppa America 2004 - 1º turno                                            | 1                                                                        | 87’                                                                      |
| 10-7-2004                                                                | Chiclayo                                                                 | Argentina                                                                | 0 – 1                                                                    | Messico                                                                  | Coppa America 2004 - 1º turno                                            | -                                                                        |                                                                          |
| 13-7-2004                                                                | Piura                                                                    | Argentina                                                                | 4 – 1                                                                    | Uruguay                                                                  | Coppa America 2004 - 1º turno                                            | 1                                                                        |                                                                          |
| 17-7-2004                                                                | Chiclayo                                                                 | Perù                                                                     | 0 – 1                                                                    | Argentina                                                                | Coppa America 2004 - Quarti di finale                                    | -                                                                        |                                                                          |
| 20-7-2004                                                                | Lima                                                                     | Argentina                                                                | 3 – 0                                                                    | Colombia                                                                 | Coppa America 2004 - Semifinale                                          | -                                                                        | 70’ 85’                                                                  |
| 25-7-2004                                                                | Lima                                                                     | Argentina                                                                | 2 – 2 dts (2 – 4 dtr)                                                    | Brasile                                                                  | Coppa America 2004 - Finale                                              | 1                                                                        |                                                                          |
| 4-9-2004                                                                 | Lima                                                                     | Perù                                                                     | 1 – 3                                                                    | Argentina                                                                | Qual. Mondiali 2006                                                      | -                                                                        | 5’, 45’                                                                  |
| 4-6-2005                                                                 | Quito                                                                    | Ecuador                                                                  | 2 – 0                                                                    | Argentina                                                                | Qual. Mondiali 2006                                                      | -                                                                        |                                                                          |
| 8-6-2005                                                                 | Buenos Aires                                                             | Argentina                                                                | 3 – 1                                                                    | Brasile                                                                  | Qual. Mondiali 2006                                                      | -                                                                        |                                                                          |
| 9-10-2005                                                                | Buenos Aires                                                             | Argentina                                                                | 2 – 0                                                                    | Perù                                                                     | Qual. Mondiali 2006                                                      | -                                                                        | 58’                                                                      |
| 12-10-2005                                                               | Montevideo                                                               | Uruguay                                                                  | 1 – 0                                                                    | Argentina                                                                | Qual. Mondiali 2006                                                      | -                                                                        | 61’                                                                      |
| Totale                                                                   |                                                                          | Presenze                                                                 | 56                                                                       |                                                                          | Reti                                                                     | 10                                                                       |                                                                          |

## Palmarès

### Club
- Campionato spagnolo: 1

Valencia: 2001-2002
- Supercoppa di Spagna: 1

Valencia: 1999
- Campionato italiano: 1

Inter: 2005-2006
- Coppa Italia: 2

Inter: 2004-2005, 2005-2006
- Supercoppa italiana: 1

Inter: 2005

### Nazionale
- Oro olimpico: 1

Argentina: Atene 2004